# Санта-Терезинья (Баия)
Санта-Терезинья (порт. Santa Teresinha)  —  муниципалитет в Бразилии, входит в штат Баия. Составная часть мезорегиона Северо-центральная часть штата Баия. Входит в экономико-статистический микрорегион Фейра-ди-Сантана. Население составляет 8576 человек на 2006 год. Занимает площадь 710,313 км². Плотность населения — 12,1 чел./км².

## Статистика
- Валовой внутренний продукт на 2003 год составляет 15 163 945,00 реалов (данные: Бразильский институт географии и статистики).
- Валовой внутренний продукт на душу населения на 2003 год составляет 1756,92 реалов (данные: Бразильский институт географии и статистики).
- Индекс развития человеческого потенциала на 2000 год составляет 0,628 (данные: Программа развития ООН).